# Eddie Carroll
Eddie Carroll (Smoky Lake, 5 settembre 1933 – Los Angeles, 6 aprile 2010) è stato un doppiatore e attore canadese, storico doppiatore del Grillo Parlante ("Jiminy Cricket") della Disney per ben 35 anni, dopo la morte di Cliff Edwards nel 1971.

## Filmografia parziale
- Al banco della difesa (Judd for the Defense) – serie TV, episodio 1x13 (1967)
- Sanford and Son – serie TV, episodio 1x02 (1972)
- The Clonus Horror, regia di Robert S. Fiveson (1979)
- Canto di Natale di Topolino, regia di Burny Mattinson (1983)
- The Thief and the Cobbler – film (1993)
- La rivincita dei Cattivi – videogioco (1999)
- House of Mouse - Il Topoclub – serie TV, 3 episodi (2001-2002)
- Il bianco Natale di Topolino - È festa in casa Disney (2001)
- Kingdom Hearts – videogioco (2002)
- Kingdom Hearts: Chain of Memories – videogioco (2004)
- Kingdom Hearts II – videogioco (2005)